# Villa Trémouroux-Dumont

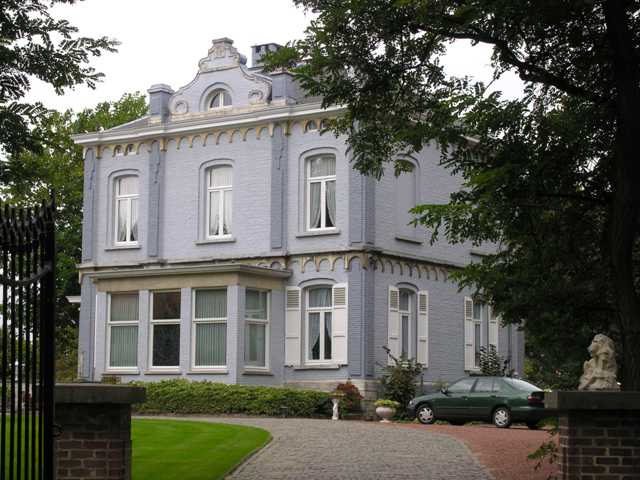
Villa Trémouroux-Dumont

De Villa Trémouroux-Dumont is een villa in de Vlaams-Brabantse plaats Hoegaarden, gelegen aan Klein Overlaar 77 en 77A.

## Geschiedenis
Hier lag een mottekasteel dat in 1655 voor het eerst werd afgebeeld. Er was een rond eiland waarop het kasteel stond en een vierkant eiland waar zich het neerhof bevond.
Omstreeks 1820 was er nog een woonhuis, vergezeld van enkele dienstgebouwen. Dit was eigendom van Jean-Baptiste Dumont, brouwer en burgemeester van Hoegaarden. Door huwelijk kwam het in handen van bankier Charles Trémouroux en deze liet in 1857 de gebouwen afbreken en een nieuwe villa bouwen. Sinds 1838 hoorde het neerhofeiland niet meer bij het goed. De ringgracht van het kasteeleiland bleef echter, in gewijzigde vorm, bewaard.